# Kungliga Skytteanska Samfundet
Kungliga Skytteanska Samfundet är en vetenskaplig akademi grundad 1957 med säte i Umeå.
Samfundet skall enligt stadgarna "stödja och främja såväl den vetenskapliga forskningen som den andliga odlingen i allmänhet i Norrland, utgöra ett stödorgan för i Norrland befintliga institutioner och organ på den andliga odlingens område". Namnet anknyter till riksrådet Johan Skytte (1577–1645) som var den förste som främjade norrlandsforskning. År 1967 erhöll samfundet ställning som kunglig akademi. Antalet ledamöter i samfundet är maximalt nittio, och medlemskap i akademien förkortas LSS.
Preses för Samfundet var åren 2003–2021 språkforskaren Lars-Erik Edlund, och från 2021 idéhistorikern Erland Mårald.
Sedan 1988 ger samfundet ut årsboken Thule, och sedan 2007 den engelsk-, fransk- och tyskspråkiga tidskriften Journal of Northern Studies. I samarbete med Svensk-österbottniska Samfundet utges sedan 2015 skriftserien Bottniska Studier.
Samfundet delar också ut ett antal årliga priser.

## Skytteanska Samfundets pris
1979 – Arne Nordberg, FD
1980 – Axel V Sundkvist, musikdirektör
1981–1982 – ej utdelat
1983 – Roger Jacobsson, bokhistoriker
1984 – Lars-Erik Edlund, forskassistent
1985 – Gunnar Pelijeff, docent, och Charlie Wedin, förlagsdirektör
1986 – Algot Hellbom, FD
1987 – Margit Wennstedt, FM
1988 – Sverker Sörlin, FD
1989 – Dan Bäcklund, FD
1990 – Christer Westerdahl, antikvarie
1991 – Kjell Lundholm, f.d landsantikvarie 
1992 – Phebe Fjellström, professor emerita
1993 – Per-Erik Öhrn, Norrlandsoperans chef
1994 – Sune Jonsson, fotograf
1995 – Sture af Ekenstam, hembygdsforskare
1996 – Per-Uno Ågren, professor, f.d museichef
1997 – Margareta Attius-Sohlman, FL
1998 – Egil Johansson, professor

### Skytteanska Samfundets kulturpris till John Söderströms minne
1999 – Stefan Ericsson, biolog
2000 – Inga Maria Mulk, museichef
2001 – Anders Åberg, konstnär
2002 – Gunnar Balgård, författare
2003 – Ingegerd Fries, FD hc, och Sigurd Fries, professor
2004 – Curt Bladh, kulturredaktör
2005 – Leif Åkesson, körledare
2006 – Boris Ersson, fotograf och författare
2007 – Fredrik Högberg, tonsättare
2008 – Leif Stenberg, journalist och författare
2009 – Curt Lofterud, författare, hembygdsvårdare
2010 – Ingela Bergman, docent
2011 – Britta Marakatt Labba, konstnär
2012 – Sture Berglund, konstnär
2013 – Teatergruppen Klungan
2014 – Ella Nilsson, matskribent
2015 – Sten Rentzhog, museiman
2016 – Henric Bergner, bokhandlare
2017 – Annika Edlund, bibliotekarie och litteraturpedagog
2018 – Maths Östberg, Finnskogsmuseet
2019 – Åke Sandström, folkmusiker och kulturhistoriker
2020 – Cuno Bernhardsson, f. d. 1:e arkivarie vid Forskningsarkivet, Umeå universitet
2021 – Karin Larsson, skådespelare
2024 – Arne Müller, journalist

## Skytteanska samfundets stora pris
2014 – Monica Larsson Edmondson, glaskonstnär
2017 – Lars-Göran Nilsson och Lars Nyberg, båda professorer
2019 – Jonas Knutsson, jazz- och folkmusiker